# Rio Ljusnan
O rio Ljusnan ( PRONÚNCIA) nasce no lago Ljusnetjärnen, nas montanhas do noroeste de Härjedalen, atravessa as províncias de Härjedalen e Hälsingland, e vai desaguar no Mar Báltico, 10 km a sul da cidade de Söderhamn.
Tem uma extensão de 451 km, sendo o 9º maior rio da Suécia, e uma bacia hidrográfica de 19 810 km².
O seu maior afluente é o rio Voxnan.
No seu percurso entre a nascente e a foz, o rio Ljusnan passa pelas localidades de Sveg, Ljusdal e Bollnäs.
Possui 25 centrais hidroelétricas (usinas hidrelétricas).

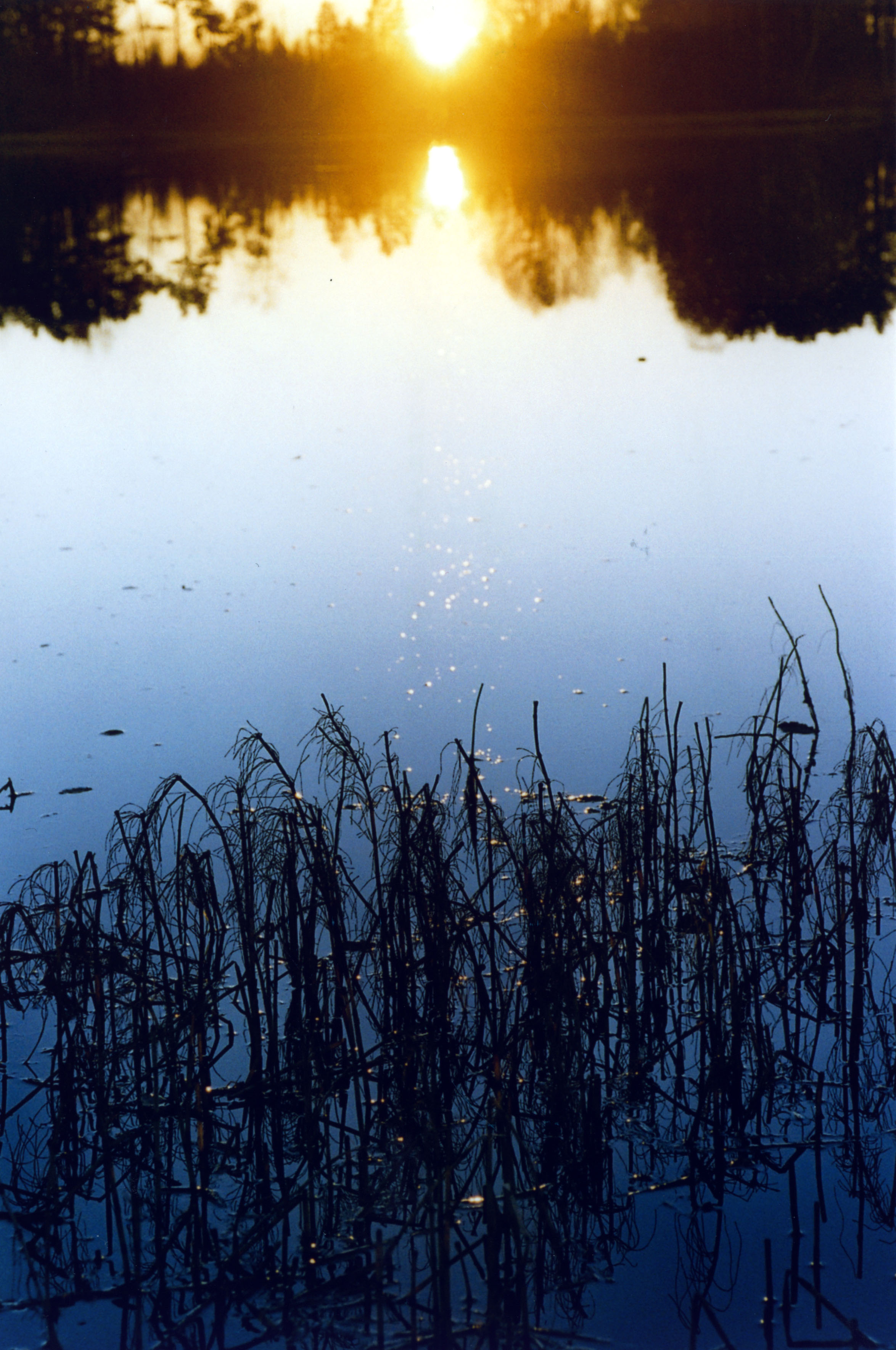
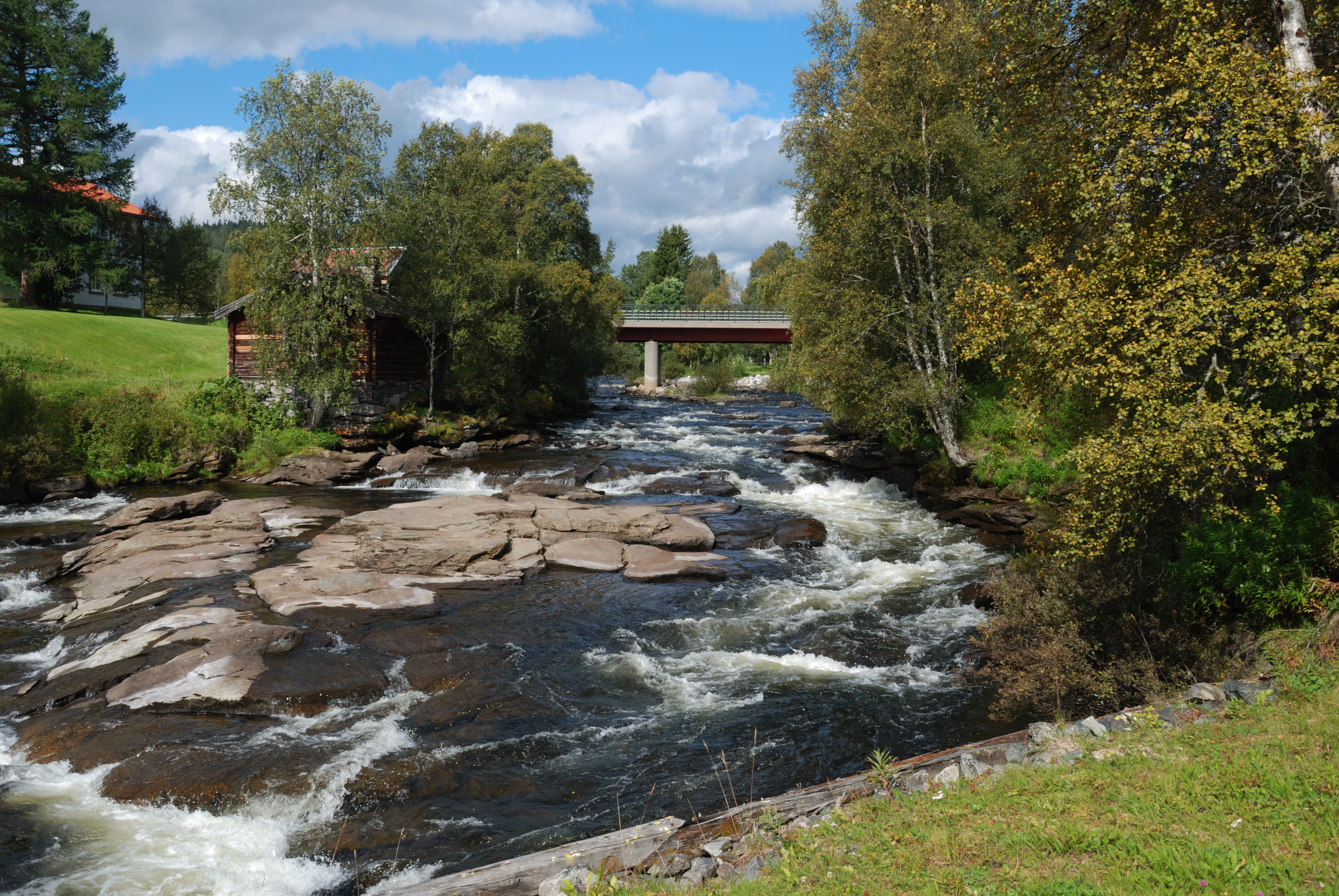